# Oumas
Oumas is een geslacht van haften (Ephemeroptera) uit de familie Leptophlebiidae.

## Soorten
Het geslacht Oumas omvat de volgende soorten:
- Oumas orbis